# Minvisp
Minvisp är en fordonsmonterad minröjningsanordning i form av mot marken snurrande stålborstar (vanligen två stycken) som monteras framtill ett fordon, jämförbart med en stor röjsåg med stålborste monterad. Principen avses för ytminröjning på hårt underlag såsom vägar.
Minvispar kan vara tilläggsaggregat som monteras på konventionella stridsfordon eller fältarbetsfordon vid behov, alternativt del av särskilda minröjningsvagnar.